# レチャン区
レチャン区（レチャンく、ベトナム語：Quận Lê Chân / 郡黎真）は、ベトナム社会主義共和国のハイフォン市に存在する区 (郡)。面積は12 km²、人口は240,123人（2018年）である。

## 行政
レチャン区は15の坊を管轄している。
- アンズオン（An Dương / 安陽）
- アンビエン（An Biên / 安邊）
- カットダイ（Cát Dài / 葛曳）
- ドンハイ（Đông Hải / 東海）
- ズハン（Dư Hàng / 餘杭）
- ズハンケン（Dư Hàng Kênh / 餘杭涇）
- ハンケン（Hàng Kênh / 杭涇）
- ホナム（Hồ Nam / 湖南）
- ケンズオン（Kênh Dương / 涇陽）
- ラムソン（Lam Sơn / 藍山）
- ニエムギア（Niệm Nghĩa / 念義）
- ギアサー（Nghĩa Xá / 義舍）
- チャイカウ（Trại Cau / 寨槔）
- チャングエンハン（Trần Nguyên Hãn / 陳元扞）
- ヴィンニエム（Vĩnh Niệm / 永念）